# Kobylany-Skorupki
Kobylany-Skorupki [kɔbɨˈlanɨ skɔˈrupki] est un village polonais de la gmina de Repki dans le powiat de Sokołów et dans la voïvodie de Mazovie, au centre-est de la Pologne.